# نيشان الشرف والاستحقاق الوطني
نيشان الشرف والاستحقاق الوطني (بالفرنسية: Ordre National Honneur et Mérite) هو أعلى نيشان جدارة يمنحه رئيس جمهورية هايتي تكريماً للمساهمات البارزة والإنجازات التي من شأنها أن تعود بالفائدة على دولة هايتي والمجتمع الهايتي بوجه عام في مختلف المجالات.
أنشئ نيشان الشرف والاستحقاق الوطني في 28 مايو 1926، ويُمنح لكل من المواطنين الهايتيين والمواطنين غير الهايتيين على السواء للاعتراف بالتميز والجدارة ليس فقط في المجالات الدبلوماسية والسياسية، ولكن أيضًا في الفنون والأعمال الخيرية وغيرها من المجالات التي من شأنها أن تعود بالفائدة على دولة هايتي، والمجتمع الهايتي ككل.

## درجات التكريم
يُمنح نيشان الشرف والاستحقاق الوطني الهايتي في خمس درجات للتكريم، وهي:
| درجة التكريم                                        | شريط النيشان |
| --------------------------------------------------- | ------------ |
| نيشان الشرف والاستحقاق الوطني من درجة الصليب الكبير |              |
| نيشان الشرف والاستحقاق الوطني من درجة الضابط الكبير |              |
| نيشان الشرف والاستحقاق الوطني من درجة القائد        |              |
| نيشان الشرف والاستحقاق الوطني من درجة الضابط        |              |
| نيشان الشرف والاستحقاق الوطني من درجة الفارس        |              |

## شارة النيشان
تتألف شارة نيشان الشرف والاستحقاق الوطني الهايتي من صليب مالطي مطلي بالمينا البيضاء متصل بأداة تعليق كروية الشكل مثقوبة من كلا الجانبين بشكل جانبي.
يحمل الوجه الأمامي للشارة في مركز الصليب المالطي ميدالية دائرية الشكل تحتوي بداخلها ذراعي هايتي وتحيط بها حلقة من المينا الزرقاء منقوش عليها عبارة «ميدالية الشرف والاستحقاق»، بينما يظهر على الوجه الخلفي للشارة، وفي مركز الصليب المالطي ميدالية دائرية الشكل نُقشت عليها عبارة «جمهورية هايتي»، ومحاطة بحلقة من المينا الزرقاء كُتب عليها بأحرف مذهبة شعار الثورة الفرنسية «الحرية والمساواة والإخاء».

## أبرز الحاصلين على النيشان

### نيشان الصليب الكبير
| اسم الحاصل على النيشان | الدولة                     |
| ---------------------- | -------------------------- |
| تساي إنغ وين           | جمهورية الصين (تايوان)     |
| فرانسيسكو فرانكو       | إسبانيا                    |
| موريل بيلانجر          | كندا                       |
| كينيث ه. ميرتن         | الولايات المتحدة الأمريكية |
| سميدلي بتلر            | الولايات المتحدة الأمريكية |

### نيشان القائد
| اسم الحاصل على النيشان | الدولة                     |
| ---------------------- | -------------------------- |
| بن موريل               | الولايات المتحدة الأمريكية |

### أخرى
| اسم الحاصل على النيشان | الدولة                     |
| ---------------------- | -------------------------- |
| ج. هانتر غوثري         | الولايات المتحدة الأمريكية |